# Aenigmatistes pictus
Aenigmatistes pictus är en tvåvingeart som beskrevs av Schmitz 1955. Aenigmatistes pictus ingår i släktet Aenigmatistes och familjen puckelflugor. Inga underarter finns listade i Catalogue of Life.